# Gaspar Panadero
Gaspar Panadero Zamora (ur. 9 grudnia 1997 w Marina de Cudeyo) – hiszpański piłkarz występujący na pozycji pomocnika w Qarabağ FK.